# Charles Desmoutiers
Charles Desmoutiers, né le 30 janvier 1810 à Coutiches (Nord) et mort le 10 mars 1902 à Raimbeaucourt (Nord) est un homme politique français.

## Biographie
Propriétaire exploitant et raffineur de sucre, il est député du Nord en 1848, siégeant au centre droit, chez les républicains modérés. Il est de nouveau député du Nord de 1876 à 1877 et de 1881 à 1885, siégeant au centre-gauche. Il est l'un des 363 députés qui refusent la confiance au gouvernement de Broglie, le 16 mai 1877. Il est conseiller général du canton d'Orchies puis du canton de Pont-à-Marcq et maire de Faumont de 1848 à 1852 et de 1870 à 1902.